# Brenda Schultz
Brenda Anne Marie Schultz-McCarthy (Haarlem, 28 dicembre 1970) è un'ex tennista olandese.

## Biografia
Brenda Schultz ha per anni tenuto alti i colori del tennis femminile olandese. Passata tra i professionisti nel 1986, ha vinto il suo primo torneo WTA in singolare cinque anni dopo. Sono seguiti altri sei trionfi come singolarista, tutti prima del 1999, quando la tennista annuncerà il suo ritiro dall'agonismo. Il 2006 l'ha vista ritornare sui campi da gioco: per due anni Brenda Schultz ha tentato di rivincere qualche titolo in singolare, senza però mai centrare tale obiettivo. Ha concluso definitivamente la sua attività agonistica nell'ottobre 2008.
Brenda Schultz detiene a tutt'oggi il record di velocità al servizio (209 km all'ora). In carriera è stata a lungo tra le prime venti tenniste del ranking; per un breve periodo anche nella top 10, ma non più in alto della nona posizione.
Nel 1996 ha rappresentato il proprio Paese alle Olimpiadi, fermandosi al terzo turno in singolo e negli ottavi di finale in doppio.